# Fejszámoló művész
A fejszámoló művészek olyan emberek, akik hatalmas számokkal nagyon rövid idő alatt képesek fejben műveleteket végrehajtani. Ezek az emberek az átlagosnál nagyobb memória kapacitással rendelkeznek. Megtanultak rengeteg olyan stratégiát, ami segíti őket a számokkal végzett mentális műveletek elvégzésében. Ezeket a stratégiákat folyamatos gyakorlással fejlesztik és tartják szinten. Shakuntala Devi, egy indiai nő a teljesítményével még a Guinness Rekordok Könyvébe is bekerült, a könyv szerint mindössze harminc másodperc alatt képes volt segítség nélkül, fejben két tizenhárom jegyű számot összeszorozni. Az átlagember számára ez a teljesítmény hihetetlen és elérhetetlennek tűnik.

## Született zsenik
Sok olyan fejszámolóművész van, aki teljesítményének köszönhetően nagy hírnévre tett szert. Vajon született zsenik-e ezek az emberek? Tanulással és gyakorlással nem tudná-e egy átlagember is megoldani ezeket a feladatokat? Sokan vizsgálták a fejszámoló zsenik különleges tehetségét. Arthur Jensen pszichometrikus a laboratóriumában vizsgálta meg Shakuntala Devit. Meglepő eredményként az indiai nő intelligenciája nem emelkedett az átlagos fölé, egyedül a számítási képességei voltak rendkívüliek. A többi kutatás is hasonló eredménnyel végződött. Csupán annyi derült ki, hogy a fejszámolóművészek emlékezeti kapacitása jobb az átlagosnál: elérheti akár a harminc elemet is. Binet szerint ez nagyon fontos: „Véleményem szerint az emlékezet a számolótehetség legfontosabb tulajdonsága.” Ezek szerint tehát már a születésnél eldől, hogy ki lehet fejszámolóművész és ki nem.

## Nem különböznek tőlünk
Ezeket azonban számos vizsgálat megcáfolta, amik megkérdőjelezik ezeknek a különleges tulajdonságoknak a veleszületettségét. Néhány kutató megpróbált átlagos diákokból különféle módszerek és stratégiák alkalmazásával számolótehetségeket vagy emlékezeti bajnokokat képezni. J. J. Staszewszki három év alatt, mindössze 300 órányi képzéssel elérte, hogy a számolási sebességük megnégyszereződjön. Ezek a diákok harminc másodperc alatt megmondják, hogy mennyi 54251×76. Egy másik kísérleti helyzetben Anders Ericson százórányi gyakorlással elérte, hogy az emlékezeti terjedelem legalább húszra nőjön.
Ezek az eredmények egybevágnak azokkal a fejszámolóművészek által adott beszámolókkal, miszerint naponta szükséges gyakorolniuk, máskülönben tehetségük szép fokozatosan leépül. A fejszámolóművészek tehát semmi másban nem különböznek az átlagembertől, csak a nagyobb memóriakapacitásban és a megnövekedett számolási sebességben. A kutatások azonban megmutatták, hogy akárki utolérheti megfelelő képzéssel a teljesítményüket. Példa erre Pataki Ferenc fejszámoló művész.

## Számolási stratégiák
Rendkívül sok számolási stratégia van, ami még a legképtelenebbnek tűnő számtani rejtvényt is képes leegyszerűsíteni. Ezeknek a stratégiáknak az elsajátítása rengeteg időt, tanulást és energiát igényel. Scott Flansburg számos olyan számítási algoritmusról számolt be, amelyek nagyban csökkentik az emlékezet terhelését. Két kétjegyű szám fejben történő összeszorzására például a következőket javasolja: mindig balról jobbra haladva adjunk össze, mindig a legnagyobb helyértékű számokat kell szorzásnál a legelőször kiszámolni. Flansburg nem jegyzi meg a sok köztes részeredményt, hanem azonnal hozzáadja a futó összeghez. Ezek az apró és bárki számára könnyen elsajátítható stratégiák azért működnek hatékonyan, mert az összes lépésnél csupán egyetlen átmeneti eredményt kell megjegyeznünk.
Akadnak olyan számolóművészek, akik a kétjegyű számok szorzótáblájának egy részét is megtanulják, esetenként akár az egészet. Kivétel nélkül mindegyikük számos egyszerű algebrai trükköt alkalmaz a feladatok megoldása során. Példa erre a 37x39 szorzatot azonnal át lehet írni {\displaystyle 38^{2}-1} formára, alkalmazva, hogy {\displaystyle (n+1)\cdot (n-1)=n^{2}-1}. Továbbhaladva a {\displaystyle 38^{2}} megegyezik a {\displaystyle 36\cdot 40+4}-gyel, mert {\displaystyle n^{2}=(n-2)\cdot (n+2)+2^{2}}. Ilyenkor már csak a 36x40 szorzatot kell emlékezetből előhívni. Ilyen esetekben a profi fejszámolók rögtön felismerik, hogy a 36x4 az {\displaystyle 12^{2}=144}, ezt még meg kell szorozni 10-zel és hozzáadni a 3-at (4-1) és azonnal megvan a végeredmény, hogy a 37x39 egyenlő 1443-mal. Sok gyakorlással ezek a módszerek automatikussá és gyorssá válnak.

## Bárki lehet fejszámolóművész
A nagy fejszámolók tehetsége tehát bárki számára elsajátítható. Kitartás kell, hogy megtanulja azokat a stratégiákat, amelyek segítségével a nagy számokkal is könnyedén elboldogul. Összefoglalva, a fejszámolóművészek nem rendelkeznek valami különleges képességgel, az átlag emberhez hasonlóan erősen támaszkodnak az emlékezetből előhívott szorzótáblára, az átlagosnál nagyobb az emlékezeti terjedelmük. Reakcióidő-méréses vizsgálatok igazolták, hogy másokhoz hasonlóan számról számra, szeriálisan haladva oldják meg a számításokat. Az különbözteti meg őket a hétköznapi embertől, hogy hány stratégiát ismernek és gyorsan képesek a legmegfelelőbb stratégiát kiválasztani a végeredmény elérése érdekében.

## Híres fejszámolók
- Pataki Ferenc

## Lásd még
- Fejszámolási módszerek

## Külső hivatkozások
- Arthur Benjamin: A performance of “Mathemagic” – egy fejszámoló művész előadása videón (magyar felirat elérhető); módszerét 11:48 körül kezdi el ismertetni, majd bemutatni egy ötjegyű szám négyzetre emelésével